# Аднан Абдалат
Аднан Абдалат је јордански неуролог. Један је од научника који су открили Абдалат Дејвис Фараж синдром 1980.
Др. Аднан Абдаллат је служио у медицинском центру Ал Хусеин, војној болници у јорданском Аману. Абдалат је обављао дужност шефа катедре за неурологију у болници док се није повукао и отворио свој приватни истраживачки и клинички центар.